# Argia
Аргиа (баск. Argia) — еженедельный журнал на баскском языке, основан в 1919 году. Это старейший издающийся баскский журнал. Редакция журнала находится в Ласарте-Ориа в Стране Басков. Журнал назывался «Zeruko Argia» (в переводе с баск. — «Небесный свет») в 1919—1921 и 1963—1980 годах, «Argia» (с баск. — «Свет») — в 1921—1936 и с 1980 до настоящего времени. Журнал не выходил с 1936 по 1963 годы из-за гражданской войны в Испании и запрета на публикации на баскском языке при режиме Франcиско Франко.
Именно журналисты из «Аргиа» в 1990 году создали баскскую газету «Euskaldunon Egunkaria», в 2003 году закрытую по решению судьи Хуана дель Олмо — испанского судьи Национального Суда Испании — на основании обвинений в подконтрольности ЭТА.